# Percy Haswell
Percy Haswell, née le 30 avril 1871 à Austin (Texas) aux États-Unis, est une actrice américaine, du théâtre à Broadway et du cinéma muet américain.
Elle est la fille de George Tyler Haswell, politicien et homme d'affaires et de Caroline Dalton. Elle se marie, le 2 juin 1895, à Bridgeport (Connecticut) avec l'acteur George Fawcett. Elle meurt, à Nantucket, le 14 juin 1945.
L'écrivain Fulton Oursler dit de Percy Haswell, qu'elle était « si blonde, aux yeux si bleus, avec une voix si douce et gutturale. Elle était une fille d'Austin, au Texas, mais elle semblait appartenir à un autre monde. Elle était ma première Rosalinde, Juliette et Ophélie et une douzaine d'autres héroïnes, sacrées et profanes. ».

## Filmographie
La filmographie de Percy Haswell, comprend les trois films suivants  :
- 1919 : Fighting Mad
- 1919 : Papa longues jambes
- 1929 : Le Célèbre Capitaine Blake (River of Romance) de Richard Wallace